# Julius von Hann
Julius Ferdinand von Hann, avstrijski fizik, kemik in meteorolog, * 23. marec 1839, † 1. oktober 1921, Dunaj.
Hann velja za očeta moderne meteorologije.